# The Dubliners
A The Dubliners ír népzenei együttes volt.

## Története
Az együttes 1962-ben alakult Dublinban, "The Ronnie Drew Ballad Group" néven. Ronnie Drew-nak azonban nem tetszett ez a név, ezért The Dubliners-re változtatták. Nevüket James Joyce ugyanilyen című könyvéről kapták; Luke Kelly ugyanis abban az időben ezt a könyvet olvasta. A Dubliners alapító tagjai Ronnie Drew, Luke Kelly, Ciarán Bourke és Barney McKenna voltak. Legismertebb dalaiknak a "Seven Drunken Nights", "Whiskey in the Jar" és a "The Black Velvet Band" számítanak. Barney McKenna 2012. április 5.-én elhunyt,  így a Dubliners ebben az évben feloszlott. Utolsó koncertjeiket a Vicar Street-en tartották.

## Tagok
- Ciarán Bourke – ének, síp, gitár, harmonika (1962–1973, 1973–1974, 1987–ben vendég, 1988–ban elhunyt)
- Ronnie Drew – ének, gitár (1962–1974, 1978–ban vendég, 1979–1995, 2002, 2005, 2008–ban elhunyt)
- Luke Kelly – ének, bendzsó (1962–1965, 1965–1983, 1984–ben elhunyt)
- Barney McKenna – bendzsó, mandolin, melodeon, ének (1962–2012, 2012–ben elhunyt)
- Bobby Lynch – ének (1964–1965, 1982–ben elhunyt)
- John Sheahan – hegedű, ének, mandolin (1964–2012)
- Jim McCann – ének, gitár (1973, 1974–1979, 1984, 1987, 2002, 2009–ben vendég, 2011, 2012, 2015–ben elhunyt)
- Seán Cannon – ének, gitár (1982–2012)
- Eamonn Campbell – gitár, mandolin (1984, 1988–2012, 2017–ben elhunyt)
- Paddy Reilly – ének, gitár (1984, 1995–2005, 2011–ben vendég)
- Patsy Watchorn – ének, mandolin, bodhrán (2005–2012)